# NGC 7381
NGC 7381是一个位于宝瓶座的螺旋星系，美国天文学家法兰斯·莱文沃思于1885年发现了该星系。
该星系相对于宇宙微波背景辐射的径向速度为4182 ± 24km/s，由哈勃定律计算出该星系的距离为61.68 ± 4.33 Mpc。根据西德尼·范登贝赫提出的星系光度等级，NGC 7381的光度等级为III-IV。代表着其旋臂结构不明显，星系盘面亮度低。

## 外部連結
- SIMBAD Astronomical Database
- CDS Portal